# Åndalsnes
Åndalsnes er en by i Rauma kommune i Møre og Romsdal, Norge, med 2.000 indbyggere. Byen ligger, lige hvor elven Rauma munder ud iRomsdalsfjorden. Stedet er et vigtigt trafikknudepunkt og er endestationen på Raumabanen.